# セミョーン・ボグダーノフ
セミョーン・イリイッチ・ボグダーノフ（ロシア語: Семен Ильич Богданов、1894年8月17日 - 1960年3月12日）は、ソビエト連邦の軍人。1943年9月からボグダーノフの軍隊は大祖国戦争のほぼ全ての戦いに参加し、戦後も卓越した能力を発揮した。

## 経歴
1894年8月17日にロシア帝国のサンクトペテルブルクにて、労働者の家庭に誕生した。組立工として働き、1915年1月にロシア帝国軍に召集され、予備連隊の准尉（少尉補）として第一次世界大戦に従軍した。
1918年1月に赤軍に入隊し、中隊長、大隊長を務め、1922年10月のロシア内戦終結後は連隊、第9機械化旅団を指揮する。1923年10月に高等軍事教育学校、1936年に機械化・自動車化軍事アカデミー附属学術完全化課程を修了した。1938年5月に赤軍の大粛清時に逮捕されて1年以上を獄中で過ごしたが、1939年10月に恩赦によって釈放され、その後は1941年3月に戦車師団長に任命された。1942年4月に全連邦共産党に入党した。

### 戦時中
1942年3月に戦車兵担当第10軍副司令官、同年9月から1943年9月まで戦車軍団長と機械化軍団長、1943年9月から1944年7月・1945年1月から1947年5月まで第2戦車軍司令官を歴任した。特にボグダーノフの指揮の下で第2戦車軍は「親衛」の称号を得た。

### 戦後
1946年2月から1958年3月まで最高会議代議員、1948年12月から1953年4月までソビエト軍装甲戦車・機械化兵司令官、1953年4月から1954年5月まで軍司令官、1954年5月から1956年5月まで装甲戦車・機械化兵軍事アカデミー校長となり、1956年5月に退役した。

## 退役後
1960年3月12日にモスクワにて、65歳で死去した。